# Siboglinidae
Los siboglínidos (Siboglinidae) o pogonóforos (Pogonophora), a veces Vestimentifera son un grupo escasamente conocido de animales triblásticos, vermiformes y tubícolas. No fueron descubiertos hasta el año 1900, cuando los científicos del buque oceanográfico neerlandés Siboga encontraron algunos ejemplares por medio de dragados a grandes profundidades en la costa de Indonesia.
Se conocen 196 especies actuales, que suelen vivir en los fondos marinos, generalmente a profundidades mayores de 200 metros. Esta circunstancia, unida a su extrema fragilidad dificulta en gran medida su estudio. Son animales sésiles, y viven en tubos verticales, compuestos por una mezcla de proteínas y quitina, que ellos mismos fabrican a partir de la epidermis. Este tubo tiene una consistencia sólida y rígida, pero en el género Riftia es flexible.

## Anatomía externa
Tienen aspecto vermiforme, con un cuerpo cilíndrico dividido en región tentacular, anterior, media y posterior. La región anterior presenta un número variable de tentáculos.
- Región tentacular (prosoma o lóbulo cefálico en los Perviados y penacho tentacular en los Vestimentíferos): en los Perviados presentan tentáculos en número variable, comprendido entre 1 en Siboglinum y 200 en Pollibraquia. Estos tentáculos poseen pequeñas ramificaciones o pínnulas orientadas hacia el interior de la cavidad delimitada por los mismos. En los Vestimentíferos está compuesta por varios miles de tentáculos más o menos fusionados que delimitan una cavidad que contiene dos estructuras de soporte fusionadas y dirigidas anteriormente, conocida como obturáculo.
- Región anterior (mesosoma en los Perviados y región vestimental en los Vestimentíferos): en los Perviados tienen un surco denominado frénulo. En los Vestimentíferos existe un vestimento, esto es, un repliegue tegumentario en forma de capa.
- Región media (metasoma o tronco): es una región alargada, muy rica en glándulas, con una gran cantidad de papilas y en la que también aparecen tractos ciliados. Es similar en ambos grupos, aunque en los Perviados pueden aparecer sedas en forma de garfio.
- Región posterior (opistosoma o región caudal): Está segmentada y presentan sedas similares a las que poseen los anélidos, cuya función es sujetarse a las paredes del tubo. Externamente es similar en ambos grupos, aunque no internamente.

## Anatomía interna

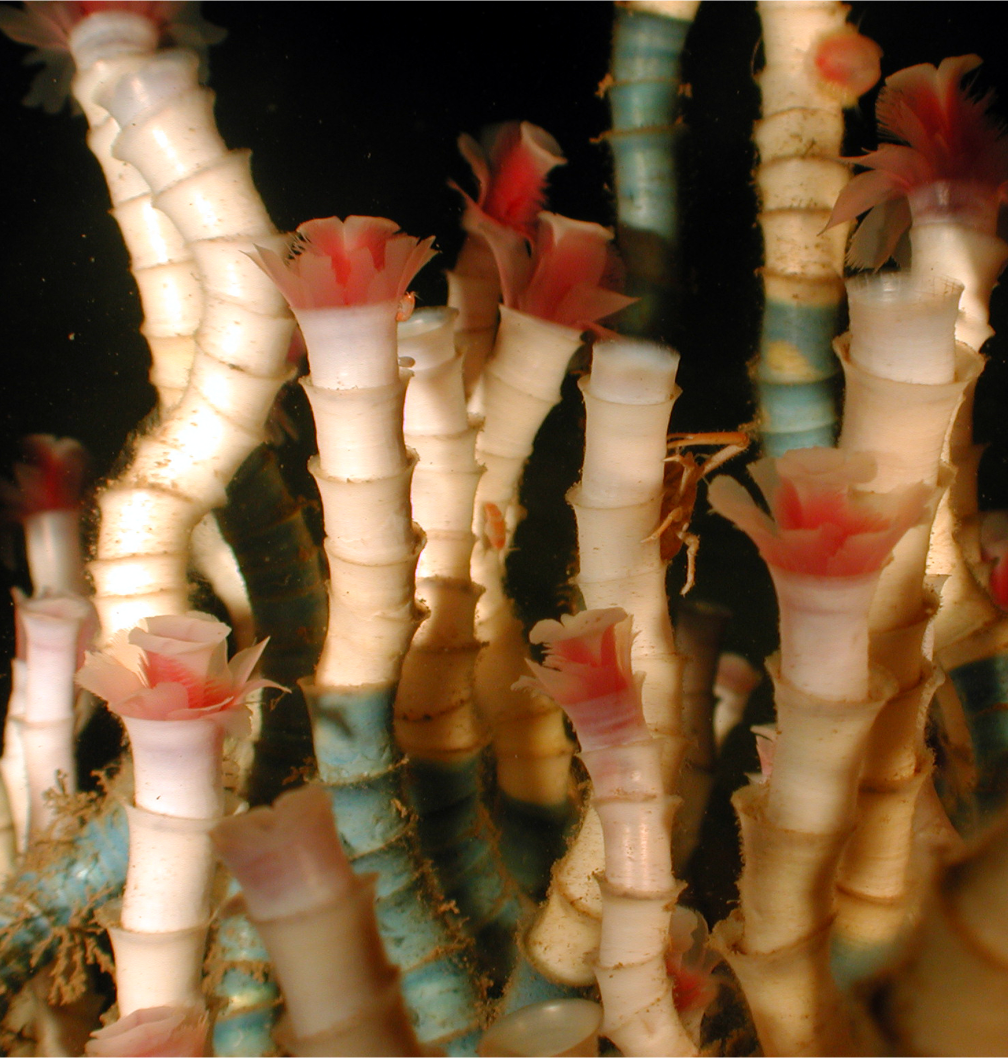
Lamellibrachia, en el golfo de México.

- Pared del cuerpo: está formado por una epidermis monoestratificada que contiene muchas células de tipo glandular. Tiene el sistema nervioso intraepidérmico y unos músculos longitudinales que permiten que el animal se retraiga en su tubo.
- Cavidades celomáticas: existen diversas cavidades celomáticas dependiendo de las distintas zonas del cuerpo.
  - Región tentacular: en los perviados existe únicamente una cavidad celomática de la que salen ramas a los tentáculos. En los vestimentíferos existen dos cavidades que se ramifican para ir a los tentáculos y al obturáculo.
  - Región anterior: existen dos cavidades en ambos grupos, aunque está más desarrollada en los perviados que en los vestimentíferos.
  - Región media: dos cavidades celomáticas en ambos grupos.
  - Región posterior: en los perviados hay sólo una cavidad por segmento mientras que en los vestimentíferos hay dos.

Una de las principales características del grupo es la ausencia de boca y tubo digestivo. En realidad, se alimentan gracias al mutualismo con bacterias quimioautótrofas del azufre. Estas bacterias oxidan sulfuro de hidrógeno, con lo que le proporcionan la energía que precisa para su nutrición. Las bacterias están presentes en el trofosoma, un órgano derivado de la región media del tubo digestivo del embrión (el resto del tubo digestivo se pierde al llegar a la madurez). Debido a esto necesitan vivir en zonas ricas en sulfuro de hidrógeno, que resultan hostiles a casi todos los seres vivos, como fuentes hidrotermales de origen volcánico.

## Taxonomía y filogenia
La posición filogenética de Siboglinidae ha sido muy controvertida. Durante largo tiempo, los pogonóforos constituyeron un filo propio o un subfilo entre los anélidos, aunque ese término ha caído en desuso en gran parte de la literatura, clasificando a los pogonóforos como parte de la familia Siboglinidae dentro de los anélidos. Son tres grupos (antes clases): Perviata=Frenulata, Molinifera y Vestimentifera. Estos últimos alcanzan tamaños mayores (hasta 1,5 metros en el caso de Riftia pachyptila) y viven a mayor profundidad.
Algunos expertos defienden que los vestimentíferos constituyen un filo aparte; otros los consideran dentro del filo Annelida. Tras el descubrimiento reciente de los opistosomas (hasta hace poco, se perdía en las capturas), se incluyen como familia Siboglinidae dentro del orden Sabellida de la clase Polychaeta. Apoyando esto, McHugh (1997) añade pruebas de secuenciación de ADN.
Análisis filogenéticos más recientes, no encuentran consenso. Un estudio de 2015 encuentra que Pogonophora no tendría una relación cercana con los demás sabélidos y se le sitúa en Sedentaria o como un grupo anélido basal, presentando los siguientes clados:
|  | Sclerolinum    |
|  |                |
|  | Vestimentifera |
|  |                |

|  | Osedax    |
|  |           |
|  | Frenulata |
|  |           |

|  | Sclerolinum    |
|  |                |
|  | Vestimentifera |
|  |                |

|  | Osedax    |
|  |           |
|  | Frenulata |
|  |           |

Dentro de estos clados figurarían los siguientes géneros:
| - Osedax - Osedax - Monilifera - Sclerolinum - Vestimentifera - Alaysia - Arcovestia - Escarpia - Lamellibrachia - Oasisia - Paraescarpia - Ridgeia - Riftia - Seepiophila - Tevnia | - Frenulata - Birsteinia - Choanophorus - Crassibrachia - Cyclobrachia - Diplobrachia - Galathealinum - Heptabrachia - Lamellisabella - Nereilinum - Oligobrachia - Polarsternium - Polybrachia - Siboglinoides - Siboglinum (P?) - Siphonobrachia - Siphonobrachia - Spirobrachia - Unibrachium - Volvobranchia - Zenkevitschiana |